# Condado de Golbajar
El condado de Golbajar (en persa: شهرستان گلبهار‎) se encuentra en la provincia de Jorasán Razavi, Irán. Su capital es la ciudad de Golbajar, cuya población, según el censo nacional de 2016, era de 36 877 personas en 10 854 hogares.

## Historia
En 2019, el distrito de Golbajar se separó del condado de Chenarán con el establecimiento del condado de Golbahar, que se dividió en dos distritos de dos distritos rurales cada uno, con Golbajar como su capital.

## Demografía

### Divisiones administrativas
La estructura administrativa del condado de Golbahar se muestra en la siguiente tabla:
| Divisiones Administrativas | Población |
| -------------------------- | --------- |
| Distrito Central           | 51,378    |
| Bizaki RD                  | 12,134    |
| Now Bahar RD               | 2,367     |
| Golbahar (ciudad)          | 36,877    |
| Distrito de Golmakan       | 17,660    |
| Cheshmeh Sabz RD           | 350       |
| Golmakan RD                | 8,937     |
| Golmakan (ciudad)          | 8,373     |
| RD = Distrito Rural        | 69,038    |